# Лавандовые поля
«Лавандовые поля» (англ. Lavender Fields) — филиппинский телесериал в жанре боевика и драмы с Джоди Санта Марией, Джерико Росалесом и Джанин Гутьеррес в главных ролях. Премьера состоялась на телеканале Kapamilya Channel 2 сентября 2024 года в блоке Primetime Bida, заменив «Главная улица».

## Сюжет
Жасмин наслаждалась идиллической жизнью в своем родном горном городке, но встреча с таинственным человеком, связанным с криминальной империей, разрушила все это. Теперь она жаждет мести с новой личностью.

## В ролях

### Основной состав
- Джоди Санта-Мария — Лавандовые поля / Жасмин Флорес[2]
- Джанин Гутьеррес — Ирис Буэнавидес[3]
- Джерико Росалес — Тайрон де Вера / Артур Пелаес[4]
- Джолина Магдангал — Лили Атиенса [5]
- Марисель Сориано — Астер Филдс[6]
- Альберт Мартинес — Элизандро «Сандро» Фернандес[6]
- Фернандес Эду Мансано — Витторио «Витто» Буэнавидес[6]
- Джана Агонсильо — Мирасол «Мира» Гальего[7]
- Кристал Мейес — Миртл Идальго[7]
- Мигель Вергара — Джон Поль Мадригал[7]
- Марк Сантьяго — Джио Альбано[7]

### Второстепенный состав
- Виктор Нери — Максимо «Макс» Альбано
- Бернар Паланка — Гарри Идальго
- Солиман Круз — Шеф Бенджамин Эстебан
- Тау Рейес — Джетро Фернандес
- Бибой Рамирес — Лэнс Атьенса
- Рэйс Матиас — Эрик Паскуаль
- Жюстин Лузарес — Патрик Мадригал
- Паму Паморада — Петуния Идальго
- Алекс Диас — Ян
- Эрик Николас — Бертинг
- Бендж Манало — Томми
- Чина Краб — Далия Эстебан
- Кейт Алехандрино — Мэриголд Филдс-Гальего
- Анален Сальвадор — Хизер Буэнавидес
- Джоник Маньо — Род Корпус
- Йеш Бурс — Лидия Альбано
- Джанел Гонзага — Камила Атьенца
- Мира Лумбаян — Роуз Идальго
- Наталья Эспехо — Анхель Альбано / Белль Флорес

### Приглашенный состав
- Лотло де Леон — Розита Флорес
- Роксана Гино — Айви Фернандес[8]
- Маркус Патерсон — Фредди Вальдерама
- Луиза Абуэль — Карло Фернандес
- Марела Торре — Стефани Хасинто
- Арчи Адамос — Фернан

## Производство
4 июня 2024 года Dreamscape Entertainment анонсировала «Лавандовые поля» с Джоди Ста. Марией в главной роли.
ABS-CBN начал раскрывать каждого из участников актерского состава каждую неделю, за которым последовало интервью с репортером М. Дж. Фелипе.
Также состоялся ряд мероприятий, таких как анонс съемок, чтение сценария и пробный просмотр, на которых были представлены новые участники актерского состава. Закулисные съемки этих событий также были опубликованы на канале ABS-CBN Entertainment на YouTube.
Официальный трейлер сериала был выпущен 6 августа 2024 года.

## Музыка
Регина Веласкес и Оги Алькасид исполняют заглавную песню сериала «Maskara».

## Выпуск
«Лавандовые поля» вышли на Netflix 30 августа 2024 года и на iWantTFC 31 августа, а премьера на бесплатных телевизионных платформах состоялась 2 сентября. Сериал состоит из 100 эпизодов.